# 4727 Равель
4727 Равель (4727 Ravel) — астероїд головного поясу, відкритий 24 жовтня 1979 року.
Тіссеранів параметр щодо Юпітера — 3,279.
Названо на честь французького композитора Моріса Равеля (фр. Joseph-Maurice Ravel; 1875-1937).